# Парфёнов, Никита (футболист, 2004)
Никита Парфёнов (латыш. Ņikita Parfjonovs; род. 5 февраля 2004, Рига) — латвийский футболист, вратарь клуба «Метта». Выступает на правах аренды в клубе «Акритас Хлоракас».

## Карьера

### «Метта»

#### Начало карьеры
Начинал свой футбольный путь в рижском клубе «Сконто». В возрасте 10 лет присоединился к клубу «Метта». В 2021 году стал подтягиваться к играм с основной командой. Дебютировал за клуб 20 октября 2021 года в матче против РФС. В начале 2022 года отправился выступать во вторую команду клуба «Скансте», где стал основным вратарём. В августе 2022 года продлил контракт с клубом до 2025 года. Первый матч в сезоне за клуб сыграл 15 октября 2022 года против «Лиепаи», пропустив 5 голов. В сезоне 2023 года футболист стал полноценно выступать за основную команду клуба, однако оставался в роли резервного вратаря.

#### Аренда в «Акритас Хлоракас»
В сентябре 2023 года на правах арендного соглашения присоединился к кипрскому клубу «Акритас Хлоракас» до конца сезона. Дебютировал за клуб футболист 16 сентября 2023 года в матче против клуба ЭНАД.

## Международная карьера
В 2020 году выступал за юношескую сборную Латвии до 17 лет. В 2022 году был вызван в юношеские сборные до 18 и до 19 лет.